# Polonia Book Fund
Polonia Book Fund Ltd. – emigracyjny dom wydawniczy specjalizujący się w najnowszej historii Polski i Europy Wschodniej, działający  w Londynie w latach 1959–1990. Wydawnictwo założył Andrzej Stypułkowski.
Opublikowano m.in.:
- Wiktor Woroszylski: Powrót do kraju: kartki z dziennika, wspomnienia, polemiki, artykuły. 1979. Brak numerów stron w książce
- Aleksander Bregman: Polska i nowa Europa. 1963. Brak numerów stron w książce
- Peter Raina: Władysław Gomulka: życiorys polityczny. 1969. Brak numerów stron w książce
- Jerzy Andrzejewski: Miazga. 1980. Brak numerów stron w książce
- Aleksander Wat: Mój wiek: pamiȩtnik mówiony. 1977. Brak numerów stron w książce